# Камінчук Ольга Анатоліївна
Камінчу́к О́льга Анато́ліївна (7 липня 1970, м. Київ  — 7 березня 2013, м. Київ)  — українська літературознавиця, доктор філологічних наук, старший науковий співробітник Інституту літератури імені Тараса Шевченка НАН України

## Життєпис
Народилася 7 липня 1970 р. в м. Києві. Її батько — український письменник Анатолій Семенович Камінчук, мати — літературознавиця, кандидатка філологічних наук, провідний науковий співробітник Інституту літератури Надія Володимирівна Левчик.
У 1987 році закінчила із золотою медаллю середню школу №137 у м. Києві. Того ж року вступила на філологічний факультет Київського університету імені Тараса Шевченка, навчання в якому завершила 1992 році за спеціальністю “Українська мова та література”, одержавши диплом із відзнакою.
Після закінчення університету у 1992–1993 рр., працювала бібліотекарем Центральної районної бібліотеки ім. В. Стуса в Дарницькому районі столиці.
З листопада 1993 року до листопада 1996 року — навчалась в аспірантурі Інституту літератури ім. Т.Г. Шевченка НАН України.
З кінця 1996 року О. Камінчук незмінно вела наукову трудову діяльність в Інституті літератури у відділі класичної української літератури, де пройшла шлях від молодшого до старшого наукового співробітника.
Наприкінці 1996 року О. Камінчук захистила кандидатську дисертацію, за матеріалами якої згодом опублікувала монографію “Поетика української романтичної лірики: Проблеми просторової організації поетичного тексту”.
У 2003–2006 рр. О. Камінчук перебувала в докторантурі Інституту літератури.
У 2009 році в Києві вийшла друком ще одна її монографія — “Художній дискурс української поезії кінця XIX – початку XX ст.”, яка стала основою докторської дисертації (“Українська поезія XIX – початку XX ст.: художній дискурс”), успішно захищеної в березні 2011 року.
З 2010 року  доктор філологічних наук за спеціальністю "українська література" .
Науковий доробок дослідниці, основу якого становлять дві вагомі монографії, доповнює понад шість десятків статей, публікованих у журналах та збірниках.
За працю «Художній дискурс української поезії кінця XIX – початку XX ст.» була удостоєна премії імені І. Я. Франка
Несподівано пішла із життя 7 березня 2013 р.

## Наукове значення праць
Авторка виокремила кілька парадигматичних моделей української поезії кінця XIX – початку XX ст., у рамках яких по-новаторськи проаналізувала тематично багатоаспектну, багатожанрову творчість Я. Щоголева, І. Манжури, М. Старицького, П. Куліша, І. Франка, Б. Грінченка, В. Самійленка, О. Олеся, М. Вороного, М. Чернявського, Б. Лепкого, Лесі Українки. Також фахово прочитала сторінки творчої спадщини Г. Чупринки, С. Чарнецького, М. Філянського та ін.
У працях О. Камінчук, що стосуються цієї проблематики, практично вперше у вітчизняному літературознавстві здійснено науковий аналіз української поезії зазначеного періоду як цілісного естетичного явища, розроблено новаторську концепцію її структурно-типологічної класифікації, всебічно проаналізовано провідні естетичні тенденції розвитку.
У науковому доробку дослідниці – низка статей для “Шевченківської енциклопедії” та інших енциклопедичних видань. Також науковиця була співавторкою програми з української літератури для загальноосвітніх навчальних закладів, розробленої в Інституті літератури.

## Праці
- Українська поезія кінця XIX - початку XX ст. Художній дискурс: дис. ... д-ра філол. наук. Київ : Ін-т л-ри ім. Т. Г. Шевченка, 2010. 481 с.
- Поетика української романтичної лірики. Проблеми просторової організації поетичного тексту: дис... канд. філол. наук.  Київ : Ін-т л-ри ім. Т. Г. Шевченка, 1996. 227 с.
- Хрестоматія з української літератури (XIX-XX ст.): для учнів 5-7 кл. серед. загальноосвіт. шк. / упоряд. Н. В. Левчик, О. А. Камінчук. Київ : ЛДЛ, 1997. 879 с.
- Поетика української романтичної лирики: проблеми просторової організації поетичного тексту. Київ : ЛДЛ, 1998. 157 с.
- Хрестоматія з української літератури (ХІХ-XX ст.): для учнів 5-7 кл. серед. загальноосвіт. шк. / упоряд. Н. В. Левчик, О. А. Камінчук. Київ : ЛДЛ, 1999. 880 с.
- Хрестоматія з української літератури: для учнів 8-9 кл. серед. загальноосвіт. шк. / упоряд. Н. В. Левчик, О. А. Камінчук. Київ : ЛДЛ, 1999. 960 с.
- Хрестоматія з української літератури (XIX-XX ст.): для учнів 5-7 кл. серед. загальноосвіт. шк. / упоряд. Н. В. Левчик, О. А. Камінчук. Київ : ЛДЛ, 2001. 880 с.
- Українська література. 5-11 класи: прогр. для загальноосвіт. навч. закл. з укр. і рос. мовами навчання / Ін-т л-ри ім. Т. Г. Шевченка НАН України ; [уклад. Р. В. Мовчан та ін. ; заг. ред. Р. В. Мовчан]. Київ : Генеза, 2002. 135 с.
- Українська література. Хрестоматія: для учнів 5-6 кл. загальноосвіт. навч. закл. / упоряд. Н. В. Левчик, О. А. Камінчук. Київ : ЛДЛ, 2004. 880 с.
- Художній дискурс української поезії кінця XIX - початку XX ст. : монографія. Киїів : Пед. думка, 2009. 352 с.
- Поезія Я. Щоголева останніх десятиліть XIX ст. як художній феномен передмодерністичної доби // Сучасні проблеми мовознавства та літературознавства. Ужгород : Говерла, 2011. Випуск 16. С. 121-125.
- Семантика концепту любові в українській поезії кінця XIX - початку XX ст.: світоглядно-оцінний аспект // Слово і час. Київ : Ін-т л-ри ім. Т. Г. Шевченка, 2013. № 4. С. 102-107.
- Художні тенденції романтизму і просвітництва в поезії Бориса Грінченка // Слово і час. Київ : Ін-т л-ри ім. Т. Г. Шевченка, 2013. № 12. С. 67-73.
- Художня інтерпретація національної ідеї в українській поезії кінця XIX - початку XX ст.: світоглядно-естетична парадигматика // Слово і час. Київ : Ін-т л-ри ім. Т. Г. Шевченка, 2013. № 9. С. 53-59.
- Структурно-семантичний синкретизм лірики М.Філянського // Слово і час. Київ : Ін-т л-ри ім. Т. Г. Шевченка, 2002. № 1. С. 56-60.
- Поетична творчість Миколи Чернявського в дискурсивно-типологічному контексті української поезії кінця XIX - початку XX ст. // Слово і час. Київ : Ін-т л-ри ім. Т. Г. Шевченка, 2004. № 1. С. 35-44.
- Художній дискурс української поезії кінця XIX - початку XX ст. : монографія. Київ : Пед. думка, 2009. 352 c.
- Українська поезія кінця XIX - початку XX ст. Художній дискурс : автореф. дис. ... д-ра філол. наук. Київ : Ін-т л-ри ім. Т. Шевченка, 2010. 42 c.
- Творчість Миколи Вороного в контексті художнього досвіду європейської поезії // Вісн. Черкас. ун-ту. Черкаси : Сер. Філол. науки, 2012. № 26. С. 58-65.